# Grêmio Esportivo Juventus
Grêmio Esportivo Juventus znany jako Juventus lub Juventus-SC – brazylijski klub piłkarski, mający siedzibę w mieście Jaraguá do Sul, w stanie Santa Catarina, na południu kraju.

## Historia
Chronologia nazw:
- 1966—1995: Juventude Catolica
- 1996—1997: Jaraguá Atlético Clube
- 1998—...: Grêmio Esportivo Juventus

Klub został założony 1 maja 1966 roku jako Juventude Catolica przez grupę 27 osób z Ruchu Katolickiej Młodzieży Jaragua do Sul, w tym Ojców Elemar Scheidt i Odílio Erhardt, którzy wybrali na pierwszego prezydenta Sr. Loreno Antônio Marcatto. Początkowo barwy klubu w zależności od sytuacji były czerwone, białe lub czarne. Kolor bordowy został przyjęty później, w czasie występów w Campeonato Catarinense 1976 na cześć istniejącego klubu o tej samej nazwie w São Paulo. W 1976 roku debiutował w pierwszej lidze Campeonato Catarinense, w której grał do 1980. W 1990 roku zajął drugie miejsce i wrócił do rywalizacji w pierwszej lidze. Od 1991 do 1997 ponownie grał na najwyższym szczeblu mistrzostw stanu Santa Catarina. W 1996 klub przeżywał problemy finansowe i aby zachęcić sponsorów zmienił nazwę na Jaraguá Atlético Clube. Jednak to nie uratowało klub przed spadkiem do drugiej ligi. W lipcu 1998 klub zmienił nazwę na Grêmio Esportivo Juventus.
W 2004 roku Juventus powrócił do profesjonalnych rozgrywek piłkarskich. W tym roku zdobył swój pierwszy tytuł Campeonato Catarinense Série B1. W 2005 roku występował w Campeonato Catarinense Série A2 (II liga), awansując do pierwszej ligi stanu Santa Catarina. Natychmiast po powrocie w 2006 roku Juventus zajął trzecie miejsce Campeonato Catarinense Série A1, za Figueirense i Joinville i powtórzył ten wyczyn w 1994 roku. Jednak w 2008 klub po raz kolejny pożegnał się z pierwszą ligą. W 2010 powrócił, ale nie utrzymał się w niej. W 2012 zajął 2. miejsce i po raz kolejny wrócił do elitarnych rozgrywek stanu Santa Catarina.

## Sukcesy

### Trofea międzynarodowe
Nie uczestniczył w rozgrywkach południowoamerykańskich (stan na 31-05-2014).

### Trofea krajowe
| \| \| Zdobyte trofea w rozgrywkach Brazylii (stan na: 31-12-2014) \| |                                                             |      |          |
| Rozgrywki                                                            | Osiągnięcie                                                 | Razy | Sezon(y) |
| Mistrzostwo                                                          | I miejsce                                                   | 0    |          |
| Mistrzostwo                                                          | II miejsce                                                  | 0    |          |
| Mistrzostwo                                                          | III miejsce                                                 | 0    |          |
| · Puchar                                                             | zdobywca                                                    | 0    |          |
| · Puchar                                                             | finalista                                                   | 0    |          |
| II liga                                                              | I miejsce                                                   | 0    |          |
| II liga                                                              | II miejsce                                                  | 0    |          |
| II liga                                                              | III miejsce                                                 | 0    |          |
| Brazylia                                                             | Zdobyte trofea w rozgrywkach Brazylii (stan na: 31-12-2014) |      |          |

- Campeonato Brasileiro Série C:
  - 1/16 finału (1x): 1995

### Inne trofea
- Campeonato Catarinense Série A:
  - 3.miejsce (2x): 1994, 2006
- Campeonato Catarinense Série B:
  - mistrz (1x): 2004
  - wicemistrz (4x): 1990, 2008, 2009, 2012

## Stadion
Klub rozgrywa swoje mecze domowe na stadionie João Marcatto w Jaraguá do Sul, który może pomieścić 10,000 widzów.